# Welfarisme
Le welfarisme, de l’anglais « welfare » signifiant « bien-être », est une forme de conséquentialisme qui, en tant que tel, est basé sur le postulat que les actions, politiques et/ou règles doivent être évaluées sur la base de leur conséquence. Le welfarisme est de l'avis que les conséquences morales significatives sont l'impact sur le bien-être humain ou animal. Il y a plusieurs compréhensions différentes du bien-être humain, mais ce dernier est généralement associé à la conception économique du bien-être.